# Berlingske
Berlingske (hasta el 2010 Berlingske Tidende) es un diario danés fundado en 1749. Con una circulación de cerca de 103.685 ejemplares de lunes a viernes, junto al Jyllands-Posten y el Politiken es uno de los grandes diarios daneses. 

## Historia
Fue fundado en 1749 por Ernst Henrich Berling, significando de hecho su nombre 'La hoja del señor Berling'. Es de hecho uno de los diez periódicos más antiguos del mundo, ostentando ese título a nivel nacional.
Perteneció a la familia Berling durante casi toda su existencia, siendo adquirido sin embargo en 1982 por un grupo de corporaciones danesas, entre las cuales se encuentran el Danske Bank y A.P. Møller Mærsk. En 2000 fue adquirido por el conglomerado Orkla Group, que en 2006 pasó al británico Mecom Group como parte de la venta de Orkla Media.
Durante casi toda su historia ha sido un periódico de gran formato, pero el 28 de agosto de 2006 adoptó tabloide.

## Premios
El Berlingske Tidende ha ganado varios premios recientemente. Es el único periódico en el mundo que ha ganado en cuatro ocasiones el premio World Press Photo. Recibió el mayor premio de Dinamarca, el Cavling, en 2009.